# Anton Dzierożynski
Anton Fiodorowicz Dzierożynski, ros. Антон Федорович Дзерожинский (ur. 30 stycznia 1867 r. w guberni mohylewskiej, zm. 13 sierpnia 1949 r. w Sztokholmie) – rosyjski wojskowy (generał porucznik), emigrant.
W 1886 r. ukończył gimnazjum aleksandrowskie ziemstwa smoleńskiego, po czym wstąpił do armii rosyjskiej. Służył w 164 Zakatalskim Pułku Piechoty. W 1887 r. odszedł ze służby wojskowej, ale w 1888 r. ponownie wstąpił do wojska. Służył w 117 Jarosławskim Pułku Piechoty. W 1890 r. ukończył szkołę junkrów piechoty w Wilnie, otrzymując stopień podporucznika. Służył w Wiełtużskim Batalionie Rezerwowym. W 1898 r. awansował na porucznika. W 1900 r. przeszedł do Czytynskiego Batalionu Rezerwowego, w składzie którego uczestniczył w kampanii wojennej w Chinach. Mianowano go sztabskapitanem. 
W latach 1904–1905 brał udział w wojnie rosyjsko-japońskiej. Następnie odkomenderowano go na krótko pod zwierzchność sztabu Moskiewskiego Okręgu Wojskowego w celu formowania nowych batalionów. Latem 1905 przeszedł do 286 Kirsanowskiego Pułku Piechoty. Kilka miesięcy później odkomenderowano go do zarządu drogowego tyłów armii mandżurskiej. Pod koniec 1905 objął funkcję dowódcy garnizonu i jednocześnie oddziału roboczego w kopalniach okręgu czeremchowskiego. W 1906 r. został komendantem szkoły podoficerskiej. W 1907 r. został kapitanem. Przeszedł do 89 Biełomorskiego Pułku Piechoty, obejmując dowództwo 8 Kompanii. 
Uczestniczył w I wojnie światowej. Pod koniec 1914 r. został ranny. Wiosną 1915 r. powrócił do służby frontowej. Mianowano go podpułkownikiem. Jesienią 1915 r. powtórnie został ranny. Po wyleczeniu dowodził tymczasowo 91 Dźwińskim Pułkiem Piechoty. Od wiosny 1917 r. w stopniu pułkownika był dowódcą 89 Biełomorskiego Pułku Piechoty. Latem 1917 r. jednocześnie dowodził 1 Brygadą 23 Dywizji Piechoty. W lutym 1918 r. zwolniono go do rezerwy. Jesienią 1918 r. wstąpił do Korpusu Północnego, obejmując dowództwo 2 Ochotniczego Pułku Ostrowskiego. Po podporządkowaniu tej formacji białych Estończykom został do maja 1915 r. dowódcą Korpusu Północnego. Następnie sformował brygadę piechoty, która weszła w skład 1 Dywizji Strzeleckiej. Latem 1919 r., gdy Korpus został przeformowany w Armię Północno-Zachodnią, awansował do stopnia generała majora, zaś w październiku tego roku generała porucznika. Podczas ofensyw na Piotrogród dowodził 1 Dywizją Strzelecką. Po internowaniu Armii Północno-Zachodniej przez Estończyków na pocz. 1920 r., wszedł w skład komisji sanitarnej do spraw walki z epidemią tyfusu gen. Gorbatowskiego. Następnie zamieszkał w Rewlu. Prawdopodobnie w latach 30. przybył do Polski.

## Odznaczenia[2]
- Order Świętego Stanisława 3 klasy (01.08.1900), 2 klasy (06.12.1909)
- Order Świętej Anny 3 klasy (29.08.1905); 2 klasy (06.12.1913);  2. art. (09.01.1915);
- Order Świętego Włodzimierza 4 klasy (21.12.1914); 3 klasy (14.12.1916)
- Order Świętego Jerzego (VP 25.06.1916);